# UZA (曲)
「UZA」（ウザ）は、日本の女性アイドルグループ・AKB48の楽曲。楽曲は秋元康により作詞、井上ヨシマサにより作曲されている。2012年10月31日にAKB48のメジャー28作目のシングルとしてキングレコードから発売された。楽曲のセンターポジションは大島優子と松井珠理奈の2人が務めた。

## 背景とリリース
前作『ギンガムチェック』から2か月ぶりにリリースされた、2012年のシングル第4弾。
秋元康はGoogle+においてAKB48 29thシングル選抜じゃんけん大会で披露すると予告し、同年9月18日に初披露された。当初、センターポジションには渡辺麻友が抜擢される予定だったが、諸事情により大島優子と松井珠理奈の2人になったことが映画『DOCUMENTARY of AKB48 NO FLOWER WITHOUT RAIN 少女たちは涙の後に何を見る?』で語られている。渡辺麻友は後に30thシングル『So long !』の表題曲でセンターを務めることになった。
選抜メンバーの人数は前作と同じ16人で、宮脇咲良（HKT48）が、選抜メンバー初参加。島崎遥香、山本彩（NMB48）、渡辺美優紀（NMB48）の3人が、2012年5月の26thシングル『真夏のSounds good !』以来、5か月（2作）ぶりの選抜復帰となった。前作の選抜メンバーのうち、梅田彩佳、河西智美、北原里英、宮澤佐江の4人が選抜から外れた。
大島優子が2作連続のセンターで、松井珠理奈が『10年桜』以来、17作ぶりのセンターとなった。
楽曲のシングル盤は「Type-A」の「初回限定盤」、「Type-A」の「通常盤」、「Type-K」の「初回限定盤」、「Type-K」の「通常盤」、「Type-B」の「初回限定盤」、「Type-B」の「通常盤」、「劇場盤」の計7種類によってリリースされている。各タイプにおいて2012年8月24日に発表された新編成でのチームによるカップリング曲が収録されている。特典として、「劇場盤」以外の6種類には、「リクエストアワーセットリスト ベスト100 2013」の楽曲投票券が期間限定で封入されているほか、「Type-A」、「Type-K」、「Type-B」のそれぞれの「初回限定盤」には、全国握手会イベント参加券1種（全2種）が封入され、「Type-A」、「Type-K」、「Type-B」それぞれの「通常盤」には、生写真1種が封入されている。「劇場盤」には、生写真および「劇場盤発売記念大握手会」参加券が封入されている。
ミュージック・ビデオは、前作『ギンガムチェック』に引き続き、ジョセフ・カーンが監督を務めた。また、青春学園ドラマ仕立てのミュージック・ビデオ「ギンガムチェック 〜高橋栄樹監督ver.〜」が各タイプに収録されている。
キャッチコピーは、「ウザいことが多すぎる。」。
本楽曲には、エレクトロニック・ダンス・ミュージック (EDM) が使われている。

## アートワーク
| Type-A | 大島優子、松井珠理奈                                                     |
| Type-K | 板野友美、柏木由紀、小嶋陽菜、篠田麻里子、高橋みなみ、松井玲奈、渡辺麻友 |
| Type-B | 指原莉乃、島崎遥香、峯岸みなみ、宮脇咲良、山本彩、横山由依、渡辺美優紀   |
| 劇場盤 | 『UZA』選抜メンバー全16名                                                |

## チャート成績
発売前日（集計初日）の2012年10月30日付オリコンデイリーシングルチャートで推定売上枚数約88万5000枚を記録し、初登場1位を記録した。その後、同年10月31日付で約9万3000枚、11月1日付で約4万4000枚を記録し、集計3日目で推定売上枚数の合計が100万枚を超えた。
発売初週の2012年11月12日付オリコン週間シングルチャートで初登場1位を記録した。AKB48のシングルの1位獲得は15作連続・通算15作目である。初動売上は約112万9000枚となった。AKB48のシングルがミリオンセラーを達成するのは9作連続・通算10作目（初動のみでの達成は8作連続・通算8作目）であり、この達成によりAKB48は連続ミリオンセラー達成記録でMr.Childrenの8作連続を抜き単独2位となった（1位はB'zの13作連続）。通算10作の達成はB'z、Mr.Childrenに次ぐ史上3組目で、女性アーティストでは初である。また、本作の初動売上が集計されたこの週間チャートにより、AKB48は女性グループにおけるシングル（配信限定を除く）・アルバムの総売り上げ枚数で歴代1位に浮上し、同時にその枚数が2000万枚を突破した（それまでの1位はSPEEDで約1954万6000枚）。

## メディアでの使用
- アサヒ飲料『WONDA モーニングショット』「朝の会議」篇 CMソング[9]
- はるやま商事『男前スマートスーツキャンペーン』「男前スマート」篇 CMソング[10]
- 角川ゲームス『AKB48+Me』CMソング
- NOTTV『AKB48のあんた、誰?』オープニング・テーマ（2012年11月1日 - 12月11日放送分）

## シングル収録トラック

### Type-A
「初回限定盤」と「通常盤」の2種類が存在するが、収録トラックは同一である。
| #         | タイトル                         | 作詞      | 作曲         | 編曲                       | 時間  |
| --------- | -------------------------------- | --------- | ------------ | -------------------------- | ----- |
| 1.        | 「UZA」                          | 秋元康    | 井上ヨシマサ | 井上ヨシマサ               | 4:43  |
| 2.        | 「次のSeason」(アンダーガールズ) | 秋元康    | 藤田昌伸     | 生田真心                   | 4:27  |
| 3.        | 「孤独な星空」(Team A)           | 秋元康    | 亀井登志夫   | 亀井登志夫、鈴木Daichi秀行 | 4:13  |
| 4.        | 「UZA（off vocal ver.）」        |           | 井上ヨシマサ | 井上ヨシマサ               | 4:43  |
| 5.        | 「次のSeason（off vocal ver.）」 |           | 藤田昌伸     | 生田真心                   | 4:27  |
| 6.        | 「孤独な星空（off vocal ver.）」 |           | 亀井登志夫   | 亀井登志夫、鈴木Daichi秀行 | 4:12  |
| 合計時間: | 合計時間:                        | 合計時間: | 合計時間:    | 合計時間:                  | 26:45 |

| #  | タイトル                                  | 作詞 | 作曲・編曲 | 監督             |
| -- | ----------------------------------------- | ---- | ---------- | ---------------- |
| 1. | 「UZA」                                   |      |            | ジョセフ・カーン |
| 2. | 「UZA - Dance ver. -」                    |      |            |                  |
| 3. | 「次のSeason」                            |      |            | 田辺秀伸         |
| 4. | 「孤独な星空」                            |      |            | 中村太洸         |
| 5. | 「ギンガムチェック 〜高橋栄樹監督ver.〜」 |      |            | 高橋栄樹         |

### Type-K
「初回限定盤」と「通常盤」の2種類が存在するが、収録トラックは同一である。
| #         | タイトル                                | 作詞      | 作曲         | 編曲         | 時間  |
| --------- | --------------------------------------- | --------- | ------------ | ------------ | ----- |
| 1.        | 「UZA」                                 | 秋元康    | 井上ヨシマサ | 井上ヨシマサ | 4:43  |
| 2.        | 「次のSeason」(アンダーガールズ)        | 秋元康    | 藤田昌伸     | 生田真心     | 4:26  |
| 3.        | 「スクラップ&ビルド」(Team K)           | 秋元康    | エガワヒロシ | 武藤星児     | 4:23  |
| 4.        | 「UZA（off vocal ver.）」               |           | 井上ヨシマサ | 井上ヨシマサ | 4:43  |
| 5.        | 「次のSeason（off vocal ver.）」        |           | 藤田昌伸     | 生田真心     | 4:25  |
| 6.        | 「スクラップ&ビルド（off vocal ver.）」 |           | エガワヒロシ | 武藤星児     | 4:21  |
| 合計時間: | 合計時間:                               | 合計時間: | 合計時間:    | 合計時間:    | 27:01 |

| #  | タイトル                                  | 作詞 | 作曲・編曲 | 監督             |
| -- | ----------------------------------------- | ---- | ---------- | ---------------- |
| 1. | 「UZA」                                   |      |            | ジョセフ・カーン |
| 2. | 「UZA - Dance ver. -」                    |      |            |                  |
| 3. | 「次のSeason」                            |      |            | 田辺秀伸         |
| 4. | 「スクラップ&ビルド」                     |      |            | 柿本ケンサク     |
| 5. | 「ギンガムチェック 〜高橋栄樹監督ver.〜」 |      |            | 高橋栄樹         |

### Type-B
「初回限定盤」と「通常盤」の2種類が存在するが、収録トラックは同一である。
| #         | タイトル                                         | 作詞      | 作曲         | 編曲         | 時間  |
| --------- | ------------------------------------------------ | --------- | ------------ | ------------ | ----- |
| 1.        | 「UZA」                                          | 秋元康    | 井上ヨシマサ | 井上ヨシマサ | 4:43  |
| 2.        | 「次のSeason」(アンダーガールズ)                 | 秋元康    | 藤田昌伸     | 生田真心     | 4:26  |
| 3.        | 「正義の味方じゃないヒーロー」(Team B)           | 秋元康    | 森脇正敏     | 板垣祐介     | 4:55  |
| 4.        | 「UZA（off vocal ver.）」                        |           | 井上ヨシマサ | 井上ヨシマサ | 4:43  |
| 5.        | 「次のSeason（off vocal ver.）」                 |           | 藤田昌伸     | 生田真心     | 4:26  |
| 6.        | 「正義の味方じゃないヒーロー（off vocal ver.）」 |           | 森脇正敏     | 板垣祐介     | 4:53  |
| 合計時間: | 合計時間:                                        | 合計時間: | 合計時間:    | 合計時間:    | 28:06 |

| #  | タイトル                                  | 作詞 | 作曲・編曲 | 監督             |
| -- | ----------------------------------------- | ---- | ---------- | ---------------- |
| 1. | 「UZA」                                   |      |            | ジョセフ・カーン |
| 2. | 「UZA - Dance ver. -」                    |      |            |                  |
| 3. | 「次のSeason」                            |      |            | 田辺秀伸         |
| 4. | 「正義の味方じゃないヒーロー」            |      |            | 清水康彦         |
| 5. | 「ギンガムチェック 〜高橋栄樹監督ver.〜」 |      |            | 高橋栄樹         |

### 劇場盤
| #         | タイトル                         | 作詞      | 作曲         | 編曲         | 時間  |
| --------- | -------------------------------- | --------- | ------------ | ------------ | ----- |
| 1.        | 「UZA」                          | 秋元康    | 井上ヨシマサ | 井上ヨシマサ | 4:43  |
| 2.        | 「次のSeason」(アンダーガールズ) | 秋元康    | 藤田昌伸     | 生田真心     | 4:27  |
| 3.        | 「大人への道」(AKB48研究生)      | 秋元康    | 俊龍         | 佐々木裕     | 5:19  |
| 4.        | 「UZA（off vocal ver.）」        |           | 井上ヨシマサ | 井上ヨシマサ | 4:43  |
| 5.        | 「次のSeason（off vocal ver.）」 |           | 藤田昌伸     | 生田真心     | 4:27  |
| 6.        | 「大人への道（off vocal ver.）」 |           | 俊龍         | 佐々木裕     | 5:17  |
| 合計時間: | 合計時間:                        | 合計時間: | 合計時間:    | 合計時間:    | 28:57 |

## 選抜メンバー
- 板野友美
- 大島優子
- 柏木由紀
- 小嶋陽菜
- 指原莉乃 [注釈 2]
- 篠田麻里子
- 島崎遥香
- 高橋みなみ
- 松井珠理奈 [注釈 3]
- 松井玲奈 [注釈 4]
- 峯岸みなみ
- 宮脇咲良 [注釈 2]
- 山本彩 [注釈 5]
- 横山由依 [注釈 6]
- 渡辺麻友
- 渡辺美優紀 [注釈 7]

## 収録アルバム
- 次の足跡
- 0と1の間

## SNH48によるカバー
AKB48の姉妹グループであるSNH48は、本楽曲を「嗚吒」のタイトルでカバーしている。このカバー曲は、グループの5作目のEPとして発売された。2014年10月12日発売された。
歌詞はサビの決め台詞以外は秋元の詞を中国語に翻訳したものとなっている。楽曲のリリースに先駆けて「SNH48 1st選抜総選挙」が行われており、「嗚吒」はこの総選挙で上位16位までに入ったメンバーにより歌唱されている。楽曲のセンターポジションは呉哲晗。
楽曲のEP盤には、特典として生写真1枚（56枚中からランダムで1枚）、握手会参加券、「SNH48第1回リクエストアワーBEST30」投票券。

### EP収録トラック
| #   | タイトル                                      | 作詞              | 作曲         | 編曲           |
| --- | --------------------------------------------- | ----------------- | ------------ | -------------- |
| 1.  | 「嗚吒」                                      | 秋元康/上海星四芭 | 井上ヨシマサ | 井上ヨシマサ   |
| 2.  | 「懸鈴木」                                    | 秋元康/上海星四芭 | 織田哲郎     | 野中“まさ”雄一 |
| 3.  | 「第一隻兔子」(原曲:「ファースト・ラビット」) | 秋元康/上海星四芭 | 楊慶豪       | 楊慶豪         |
| 4.  | 「錯過奇跡」(原曲:「奇跡は間に合わない」)     | 秋元康/上海星四芭 | 宮島律子     | 関淳二郎       |
| 5.  | 「夕陽下的約定」                              | 秋元康/上海星四芭 | 岡田実音     | 高島智明       |
| 6.  | 「嗚吒（伴奏）」                              |                   |              |                |
| 7.  | 「懸鈴木（伴奏）」                            |                   |              |                |
| 8.  | 「第一隻兔子（伴奏）」                        |                   |              |                |
| 9.  | 「錯過奇跡（伴奏）」                          |                   |              |                |
| 10. | 「夕陽下的約定（伴奏）」                      |                   |              |                |

| #  | タイトル                           | 作詞 | 作曲・編曲 |
| -- | ---------------------------------- | ---- | ---------- |
| 1. | 「嗚吒 Music Video」               |      |            |
| 2. | 「懸鈴木 総選挙 LIVE Version」     |      |            |
| 3. | 「第一隻兔子 総選挙 LIVE Version」 |      |            |
| 4. | 「錯過奇跡 総選挙 LIVE Version」   |      |            |

### 選抜メンバー
かっこ内は「SNH48 1st選抜総選挙」における順位。
- 呉哲晗（1位）
- 邱欣怡（2位）
- 趙嘉敏（3位）
- 鞠婧禕（4位）
- 張語格（5位）
- 李藝彤（6位）
- 莫寒（7位）
- 許佳琪（8位）
- 陳思（9位）
- 陳觀慧（10位）
- 李宇琪（11位）
- 龔詩淇（12位）
- 戴萌（13位）
- 易嘉愛（14位）
- 孔肖吟（15位）
- 徐晨辰（16位）

## JKT48によるカバー
AKB48の姉妹グループであるJKT48が本楽曲を同名の「UZA」のタイトルでカバーし、グループの19作目のシングル「Everyday, Kachuusha/UZA」（「Everyday, Kachuusha」とのWシングル）として、2018年7月7日にMUSIC DOWNLOAD CARD、同年8月にシングルCDとしてHits Recordsから発売された。
歌詞は全編にわたってインドネシア語に翻訳したもの。楽曲のセンターポジションはアヤナ・シャハブとベビー・チャエサラ・アナディラが務める。選抜メンバーはJKT48メンバー全員が参加したオーディションによって選出された。

### シングル収録トラック

#### 配信
| #  | タイトル                                               | 作詞 | 作曲         | 編曲           | 時間 |
| -- | ------------------------------------------------------ | ---- | ------------ | -------------- | ---- |
| 1. | 「UZA」                                                |      | 井上ヨシマサ | 井上ヨシマサ   | 4:40 |
| 2. | 「Sekarang Para - Imapara」                            |      | 板垣祐介     | 板垣祐介       | 3:22 |
| 3. | 「Wahai Kesatria - Tsuyokimono yo」                    |      | 上田晃司     | 野中“まさ”雄一 | 4:18 |
| 4. | 「Seesaw Game Penuh Air Mata - Namida no Seesaw Game」 |      | 松本俊明     | 中西亮輔       | 4:41 |

### 選抜メンバー
- アディスティ・ザラ
- アリシア・チャンジア
- アヤナ・シャハブ
- ベビー・チャエサラ・アナディラ
- シンディ・ユフィア
- フェニ・フィトゥリヤンティ
- ガブリエラ・マルガレット・ワラオー
- ジナン・サファ・サフィラ
- マデ・デヴィ・ラニタ・ニンタラ
- メラティ・プトゥリ・ラヘル・セシリア
- ナタリア
- ニ・マデ・アユ・ファニア・アウレリア
- ラトゥ・フィエンニ・フィトゥリリア
- ロナ・アングレアニ
- シャニア・ジュニアナタ
- ステファニー・プリシラ・インダルト・プトゥリ